# Ресторан „Гладни медвед”
Ресотран „Гладни медвед” (енгл. Hungry Bear Restaurant) је ресторан америчке кухиње који се налази у Дизниленду, Анахајм. Ресторан истог имена налази се и у Дизниленду у Токију.

## Опште информације
Ресторан се првобитно звао „Кућа златног медведа” (енгл. Golden Bear Lodge), отворен је 24. септембра 1972. године у Дизниленду, а поново отворен под именом „Гладни медвед” 1977. године. Налази се поред великог броја других ресторана и двоспратан је. Храна се наручује на шалтеру, а затим се доноси муштерији за сто. Овај ресторан такође има терасу са трпезаријом, са погледом на реку.

## Кухиња
Ресторан „Гладни медвед” спрема храну америчке кухиње, ажурира свој јеловник сезонским понудама углавном током посебних догађаја и празника у Дизниленд парку. У понуди овог ресторана су салате са ћуретином, од бобичастог воћа, фета сира и бадема. Предјела укључују чизбургер са чилијем који је преливен луком, цезар салатом од ћуретине и сендвич са прженом пилетином са сенфом од меда. Године 2018. ресторан је почео да служи вегански бургер са динстаним поврћем и прилогом од помфрита или салатом од купуса.
Као и сви други ресторани у Дизни парку, „Гладни медвед” нуди дечји мени који садржи качкаваљ, нарезане јабуке, немасни јогурт и крекере. У кухињи овог ресторана праве се и колачи преливени шећером у праху, као и торте.